# Sympetrum illotum
Sympetrum illotum е вид водно конче от семейство Libellulidae. Видът не е застрашен от изчезване.

## Разпространение и местообитание
Разпространен е в Гватемала, Канада (Британска Колумбия), Коста Рика, Мексико (Веракрус, Гереро, Дуранго, Идалго, Керетаро, Колима, Мексико, Мичоакан, Морелос, Наярит, Оахака, Пуебла, Сонора, Тласкала, Халиско, Чиапас и Южна Долна Калифорния), Никарагуа, Панама, Салвадор, САЩ (Айдахо, Вашингтон, Калифорния, Невада, Ню Мексико, Орегон и Тексас) и Хондурас.
Обитава езера, блата, мочурища и тресавища.

## Описание
Популацията на вида е стабилна.